# Eindtijdbeweging
Een eindtijdbeweging is een religieuze beweging waarbij de overtuiging dat de menselijke geschiedenis zich in de eindtijd bevindt centraal staat in hun eschatologie en religieuze beleving in het algemeen. Dit in tegenstelling tot andere religieuze bewegingen die weliswaar ook in de eindtijd geloven, maar waarbij dit geloof in praktische zin geen invloed heeft op beslissingen in het dagelijks leven of overige religieuze opvattingen. Zo maakt geloof in de wederkomst van Jezus deel uit van de apostolische geloofsbelijdenis, maar is de eschatologie van de Rooms-Katholieke Kerk amillenniaal.
Vanaf het begin van het christendom zijn christenen verdeeld in degenen die een spoedige wederkomst van Jezus verwachtten en degenen die dat niet deden. Deze verwachtingen varieerden van een vaag gevoel dat de passages in de Bijbel over de eindtijd weleens op hun tijd van toepassing zouden kunnen zijn, tot expliciete voorspellingen tot op jaartal en zelfs datum en tijdstip.
Eindtijdbewegingen in het christendom hechten vaak grote waarde aan de apocalyptische Bijbelboeken Daniël en Openbaring.

## Vroege christendom
Het vroege christendom ontstond in een context van het jodendom waarin sommige sektes kunnen worden aangeduid als eindtijdbeweging, zoals uit de Dode Zee-rollen blijkt. Reeds uit de vroegste geschriften van het christendom blijkt dat sommigen de verwachting hadden dat Jezus spoedig zou wederkomen (zie bijvoorbeeld Handelingen 1:6 en 2 Tessalonicenzen 2).

## Vijfde monarchisten
De Vijfde monarchisten waren leden van een puriteinse sekte die actief was van 1649 tot 1661 gedurende het Interregnum in Engeland, volgend op de Engelse Burgeroorlog in de 17e eeuw. Hun naam komt van de visioenen die beschreven worden in Daniël 2 en 7. Hierin wordt beschreven hoe na vier aardse koninkrijken het vijfde koninkrijk komt, waarin God zal regeren. De Vijfde Monarchisten meenden dat in het jaar 1666 de Vijfde Monarchie zou aanbreken en wilden ook politieke maatregelen nemen om de mensen op de komst van het Godsrijk voor te bereiden. De opvatting dat er spoedig een Vijfde Monarchie zou aanbreken (maar niet noodzakelijk in 1666), kwam ook op het Europese vasteland voor. In de Republiek der Zeven Verenigde Nederlanden was een kleine groep Vijfde Monarchisten actief onder leiding van Johannes Rothe, die vooral in het "Rampjaar" 1672 enige aanhang kreeg.

## Restaurationisme
Binnen het restaurationisme speelt eschatologie een belangrijke rol. Tegen het einde van de Second Great Awakening in de Verenigde Staten van het midden van de negentiende eeuw ontstond de opvatting dat de strijd tussen de katholieke kerk en het protestantisme een voortvloeisel was van de Grote Afval, een fase in de Eindtijd. Er bestond de noodzaak terug te keren tot het geloof van de vroege christenen, het "restaureren" van de oorspronkelijke kerk inclusief de fundamenten (mede hierdoor werd de term fundamentalisme geïntroduceerd, wat oorspronkelijk dus geen negatieve connotatie had). Binnen deze stroming was een sterke verwachting van een spoedige wederkomst van Jezus.

### Millerisme
In 1833 verkondigde William Miller in zijn brochure Evidences from Scripture and History of the Second Coming of Christ, about the year 1843 dat Christus zou wederkomen in 1843. Miller berekende dit via twee lijnen: 1. "zeven tijden" (Daniël 4:13): 2.520 jaar na de start van de ballingschap van Israël, die hij plaatste in 677 v.Chr. en 2. "2.300 dagen" (Daniël 8:14): 2.300 jaar na het decreet om de tempel van Jeruzalem te herbouwen, dat hij plaatste in 457 v.Chr. De definitieve datum werd uiteindelijk bepaald op 22 oktober 1844. Zijn ideeën verwierven een grote groep aanhangers die – hoewel zij 'Millerieten' werden genoemd – enkele jaren in hun eigen kerk bleven. Toen op 22 oktober 1844 niets gebeurde, leidde dit tot de Great Disappointment ("Grote Teleurstelling").
Uit Millers ideeën ontstond de geloofsgemeenschap van de zevendedagsadventisten. Ook hadden zijn ideeën veel invloed op die van Charles Taze Russell en vormden daarmee de bakermat van de leerstellingen van Jehova's getuigen.

### Jehova's getuigen
De eschatologie van Jehova's getuigen staat centraal in hun religieuze opvattingen. Ze geloven dat in 1914 Jezus in de hemel begon te regeren; deze datum berekenen zij op vergelijkbare wijze als William Miller. In 1914 begon een periode van reiniging die in 1919 uitmondde in Gods uitverkiezing van de Bijbelonderzoekers (de voorlopers van Jehova's getuigen) als Zijn volk. Ze geloven dat iedereen die hun boodschap niet accepteert, spoedig zal worden vernietigd als Armageddon uitbreekt, zodat is geborgd dat de overlevenden uitsluitend zullen bestaan uit bereidwillige onderdanen van Gods koninkrijk.
De doctrine inzake 1914 is een erfenis van een serie nadrukkelijke beweringen inzake de jaren 1799, 1874, 1878, 1914, 1918 en 1925 die tussen 1879 en 1924 verschenen in de publicaties van het Wachttorengenootschap. Doctrines inzake de betekenis van deze jaren, inclusief de aanwezigheid van Jezus Christus, het begin van de "laatste dagen", de vernietiging van de wereldlijke regeringen en de aardse opstanding van de Joodse patriarchen, werden geleidelijk aan verlaten. In 1922 beschreef het belangrijkste tijdschrift van Jehova's getuigen, De Wachttoren, hun chronologie als "niet sterker dan de zwakste schakel", maar beweerde ook dat de chronologische verbanden die zij zagen "van goddelijke oorsprong [waren] en goddelijk bevestigd ... in een klasse op zich, absoluut en onvoorwaardelijk juist" en "onbetwistbare feiten", terwijl het afwijzen van Russells leringen werd omschreven als "gelijkstaand aan het afwijzen van de Heer".
Het Wachttorengenootschap heeft toegegeven dat hun vroege leiders "incomplete, zelfs onnauwkeurige ideeën" hadden verkondigd. Het Besturend Lichaam van Jehova's getuigen zegt dat hun interpretaties van de Bijbel niet geïnspireerd of onfeilbaar zijn. Publicaties van Jehova's getuigen zeggen dat Bijbelse profetieën alleen na hun vervulling volledig kunnen worden begrepen, waarbij Bijbelse figuren worden geciteerd die de profetieën die zij ontvingen niet begrepen. Wachttoren-publicaties citeren hierbij vaak Spreuken 4:18 ("Maar het pad van de rechtvaardigen
is als het heldere morgenlicht dat steeds helderder wordt tot het klaarlichte dag is." - Nieuwewereldvertaling) om hun opvatting te ondersteunen dat er een toename van kennis zou zijn in de "tijd van het einde", zoals vermeld in Daniël 12:4. Jehova's getuigen beweren dat deze toename in kennis leidt tot aanpassingen. Wachttoren-publicaties zeggen ook dat onvervulde verwachtingen deels ontstonden door het gretig uitzien naar Gods Koninkrijk en dat deze hun belangrijkste leerstellingen niet in twijfel doen trekken.